# Вретено
 Вретено  (старословенски од вртијети), ваљкасти комад дрвета, дужине око 40 цм, највећег пречника око 1 цм који се према крајевима конусно смањује у два оштра врха. Оно је прво примитивно оруђе у технолошком процесу прераде животињске длаке посебно овчије, у вуну и прављења одјевних предмета. Носило се уз преслицу. Користило је за упредање и намотавање предива са преслице. Приликом пређе држало се у десној руци и лаганим окретањем међу прстима њиме су се намотавале испредене нити.
У фигуративном значењу ознчава танког, грациозног и спретног појединца, за кога се каже да је као вретено.

## Вук Караџић о вретенима
- Die Spindel вретено, бретено;
- Вретено у кола воденичког;
- (У Дубр.) Прорашљика у црног лука[2]

## Вретено у обичајима
Његово окретање и упредање влакана створило је вјеровање да се њиме могу упрести и спутати зли духови, демони, као и болести, али и да се са вретена могу преносити на људе. Намотаји на вретену приликом његовог окретања расту по дебљини, а по висини остају исти. Тако је настало и вјеровање да ко дотакне вретено престаје да расте. Против сваке, па и овакве опасности народ је изналазио контра правила, па се ова сила поништавала када се вретеном дотакне земља, таван и пљуне. Ако се њиме дотакне мушко дијете, мати ће рађати само женску дјецу, јер је вретено женска направа, а ако се њиме дотакне одрасла особа, она ће изгубити снагу. Вретеном се гоне и порођајни демони. Оно се не употребљава у седмици у којој је Митровдан (26.10.), нити петком, да не би овце брљавиле (окретале се у круг). Дјевојка вретеном прободе срце у кртице и изговори: „ Како се вретено окретало тако се и Н (име вољеног младића) окретао за мном.“ У истој намјери дјевојка вретеном замијеси и колач који намјени вољеном младићу. Трудна жена не чачка ухо вретеном да јој дијете не би боловало од болести уха. Вретено је дар мјесечеве мајке. Оно је осовина воденичног точка. Дјевојке хватају воду „омаху“ , која се одбија од воденичног вретена приликом окретања, па њоме опчињавају вољене младиће.